# Hardancourt
Hardancourt est une commune française située dans le département des Vosges, en région Grand Est.
Ses habitants sont appelés les Hardancourtois, officiellement depuis un vote en août 2022.

## Géographie
Le village est légèrement écarté de la route départementale 50 qui va de Fauconcourt  à l'ouest, à Saint-Maurice-sur-Mortagne à l'est. Il est relié à Moyemont et à Romont par des routes communales.

### Localisation

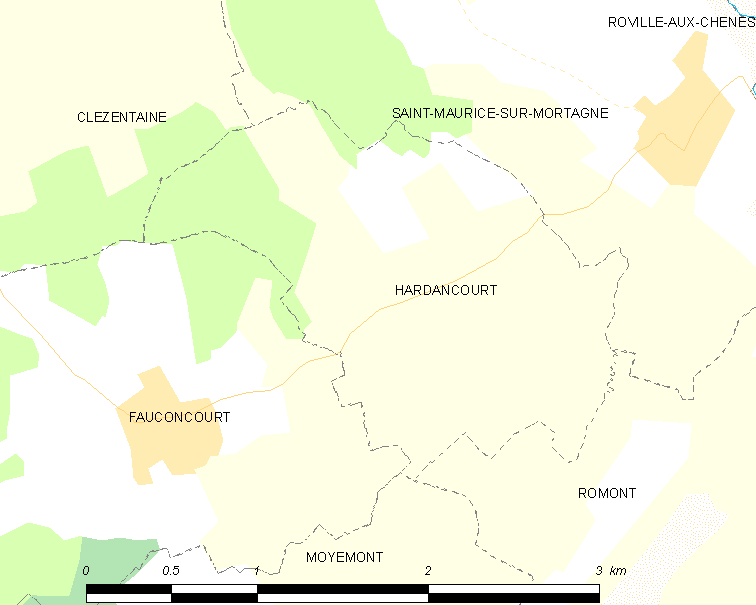
Situation géographique d'Hardancourt.

| Clézentaine |             | Saint-Maurice-sur-Mortagne |
|             | Hardancourt |                            |
| Fauconcourt | Moyemont    | Romont                     |

### Géologie et relief
La commune se compose de 278,76 hectares de territoires agricoles (83,46 %) et 55,43 hectares de forêts et milieux semi-naturels (16,60 %).

### Hydrographie et les eaux souterraines
Hydrogéologie et climatologie : Système d’information pour la gestion des eaux souterraines du bassin Rhin-Meuse :
Territoire communal : Occupation du sol (Corinne Land Cover); Cours d'eau (BD Carthage),
Géologie : Carte géologique; Coupes géologiques et techniques,
 Hydrogéologie : Masses d'eau souterraine; BD Lisa; Cartes piézométriques.
La commune est située dans le bassin versant du Rhin au sein du bassin Rhin-Meuse. Elle est drainée par le ruisseau de Derrière le Haut, le ruisseau de Devant Prays, le ruisseau de la Nauve et le ruisseau du Secru,.

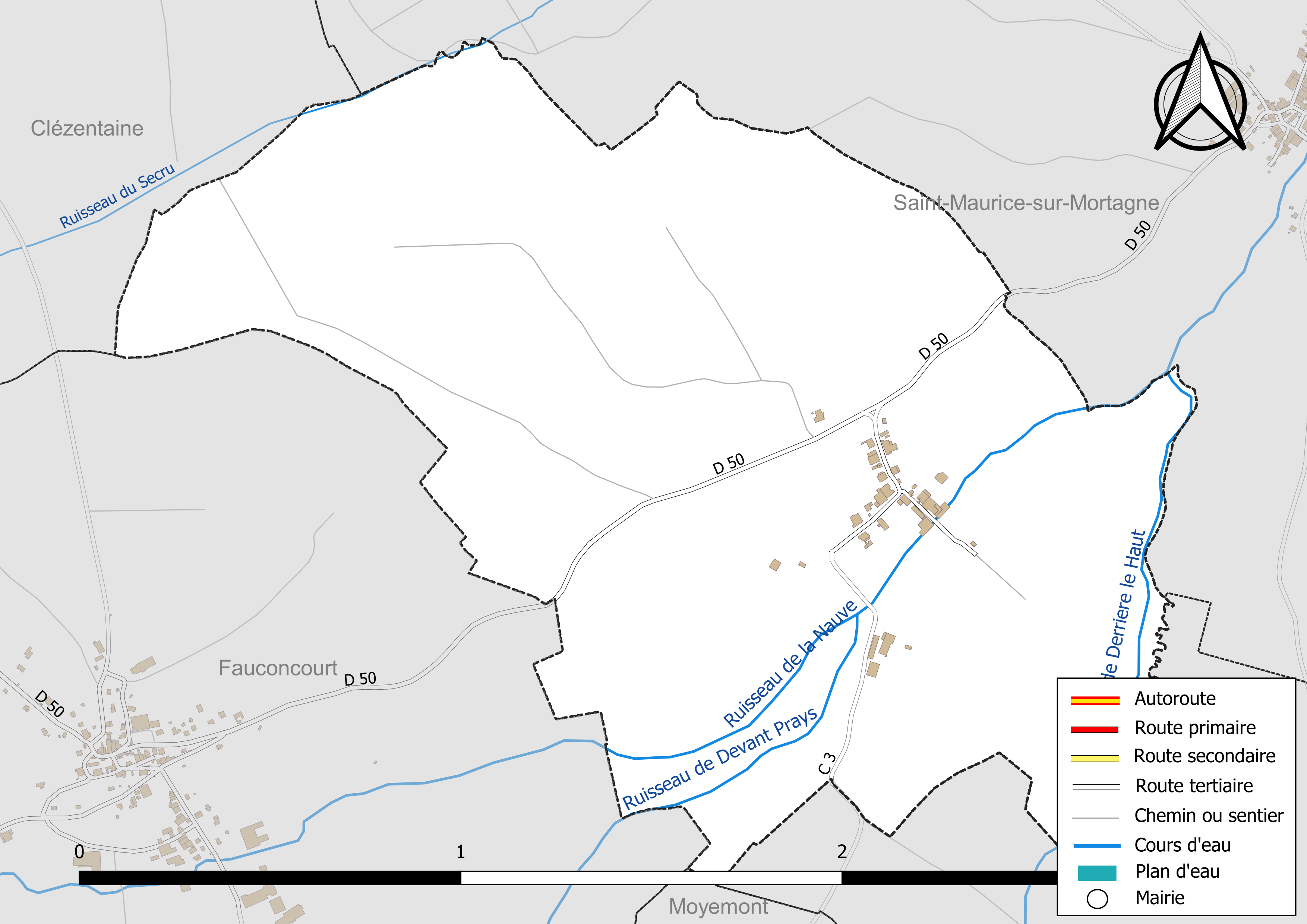
Réseaux hydrographique et routier d'Hardancourt.

La qualité des eaux de baignade et des cours d’eau peut être consultée sur un site dédié géré par les agences de l’eau et l’Agence française pour la biodiversité.

### Climat
Pour des articles plus généraux, voir Climat du Grand Est et Climat des Vosges.
En 2010, le climat de la commune est de type climat des marges montargnardes, selon une étude du Centre national de la recherche scientifique s'appuyant sur une série de données couvrant la période 1971-2000. En 2020, Météo-France publie une typologie des climats de la France métropolitaine dans laquelle la commune est exposée à un climat semi-continental et est dans une zone de transition entre les régions climatiques « Lorraine, plateau de Langres, Morvan » et « Vosges ». 
Pour la période 1971-2000, la température annuelle moyenne est de 9,5 °C, avec une amplitude thermique annuelle de 17 °C. Le cumul annuel moyen de précipitations est de 910 mm, avec 12,2 jours de précipitations en janvier et 10,1 jours en juillet. Pour la période 1991-2020, la température moyenne annuelle observée sur la station météorologique de Météo-France la plus proche, « Roville », sur la commune de Roville-aux-Chênes à 3 km à vol d'oiseau, est de 10,3 °C et le cumul annuel moyen de précipitations est de 833,3 mm. 
La température maximale relevée sur cette station est de 40 °C, atteinte le 25 juillet 2019 ; la température minimale est de −24,5 °C, atteinte le 2 janvier 1971,,. 
Les paramètres climatiques de la commune ont été estimés pour le milieu du siècle (2041-2070) selon différents scénarios d'émission de gaz à effet de serre à partir des nouvelles projections climatiques de référence DRIAS-2020. Ils sont consultables sur un site dédié publié par Météo-France en novembre 2022.

## Urbanisme

### Typologie
Au 1er janvier 2024, Hardancourt est catégorisée commune rurale à habitat très dispersé, selon la nouvelle grille communale de densité à sept niveaux définie par l'Insee en 2022.
Elle est située hors unité urbaine. Par ailleurs la commune fait partie de l'aire d'attraction d'Épinal, dont elle est une commune de la couronne,. Cette aire, qui regroupe 118 communes, est catégorisée dans les aires de 50 000 à moins de 200 000 habitants,.

### Occupation des sols
L'occupation des sols de la commune, telle qu'elle ressort de la base de données européenne d’occupation biophysique des sols Corine Land Cover (CLC), est marquée par l'importance des territoires agricoles (83,2 % en 2018), en diminution par rapport à 1990 (84,8 %). La répartition détaillée en 2018 est la suivante : 
terres arables (72,4 %), forêts (16,8 %), prairies (10,8 %). L'évolution de l’occupation des sols de la commune et de ses infrastructures peut être observée sur les différentes représentations cartographiques du territoire : la carte de Cassini (XVIIIe siècle), la carte d'état-major (1820-1866) et les cartes ou photos aériennes de l'IGN pour la période actuelle (1950 à aujourd'hui).

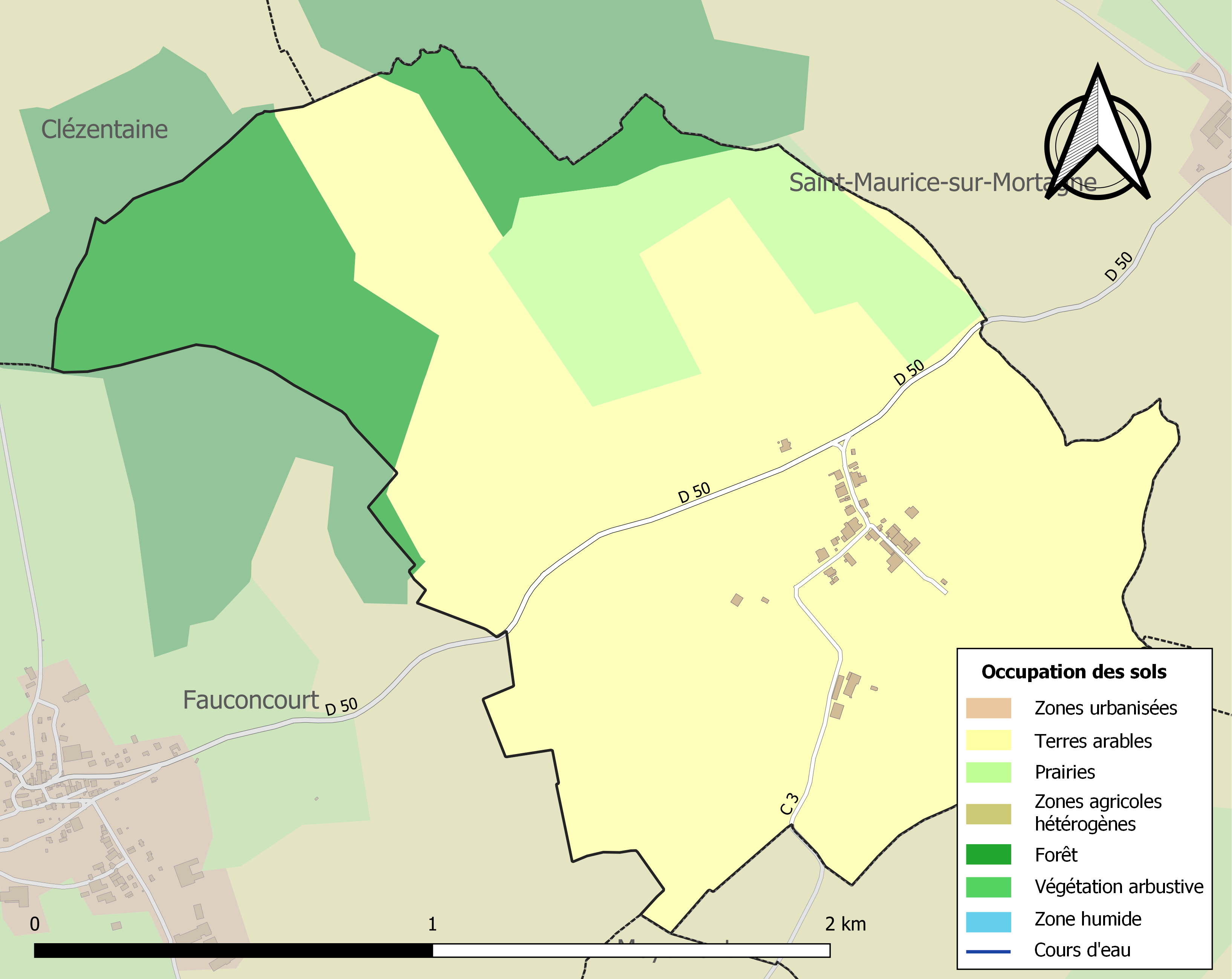
Carte des infrastructures et de l'occupation des sols de la commune en 2018 (CLC).

### Voies de communications et transports

#### Voies routières
- D50 vers Fauconcourt, Saint-Maurice-sur-Mortagne[16].

#### Transports en commun
- Fluo Grand Est.

#### Lignes SNCF
- Gare de Baccarat,
- Gare de Châtel - Nomexy,
- Gare d'Azerailles,
- Gare de Chenevières,
- Gare de Saint-Clément - Laronxe.

#### Transports aériens
- L'Aéroport d'Épinal-Mirecourt « Vosges Aéroport ».

À partir de l'été 2021, l’aéroport d’Épinal-Mirecourt est devenu le "pélicandrome" de la Zone Est et servira ainsi de base de ravitaillement et d’intervention pour les avions bombardiers d’eau connus sous le nom de Dash 8.

## Toponymie
Anciennes graphies du nom : Hardeincort en 1174 ; Hardancorth en 1186 ; Hardancourt en 1398 ; Herdancourt en 1431 ; Hardancour en 1434 ; Haurdancourt en 1449 ; Hardancuria en 1768.
Selon Charles du Fresne du Cange, hardinca, hardinea signifiait « taillis ». Pour lui, Hardancourt découlerait de ce vieux mot. Dominique Godefroy l'écrit hardine et hardyne.
Les linguistes modernes pensent avoir cernés tous les aspects philologiques de ces toponymes en court et leurs explications sont très différentes de celle que Du Cange donne ici. Pour eux, les appellatifs en court sont une construction de type déterminant-determiné. Le déterminé Court viendrait du latin curtis et désignerait un domaine rural. Le déterminant serait très souvent, mais pas exclusivement, un nom de personne mérovingienne ou carolingienne. Ces toponymes dateraient d'une période allant du VIe au Xe siècle.

## Histoire

### Période protohistorique
Dans son étude des voies antiques en Lorraine, Jean Godfrin mentionne une viae vicinale, probablement pré-romaine, allant de Romont à Einvaux via Giriviller et Clézentaine. D'après lui, il s'agit de la principale artère du pagus le Chaumontois. Il serait assez logique que cette route traverse aussi le territoire d'Hardancourt. L'existence de plusieurs anciens lieux-dits se référant à « un chemin ferré » tend à le confirmer. Chemin ferré signifie ici chemin empierré,. Beaucoup de voies antiques sont nommées ainsi.

### Moyen Âge
Un titre de 1292 concernant la commanderie d'Hardancourt, indique que le sire de Romont  donne au commandeur du temple la foueresse en ses bois et tout le bois de marnage. Selon la même source, Hardancourt serait ensuite passé des templiers aux hospitaliers ou chevaliers de Malte de la commanderie Saint-Jean-du-vieil-aistre.
En Lorraine, la foueresse était un droit d'affouage. Le marnage était un droit ou une pratique consistant à prélever en forêt le bois nécessaire aux charpentes des maisons.

### Ancien régime
Hardancourt faisait partie de la seigneurie de Châtel-sur-Moselle et dépendait des ducs de Lorraine. Elle appartint ensuite au bailliage de Lunéville. Au spirituel, Hardancourt faisait partie de la paroisse de Saint-Maurice-sur-Mortagne et du diocèse de Nancy lors de sa création.
1733 : la guerre entre l'Autriche et la France est imminente. Cette dernière s'empresse de réunir une armée autour de Strasbourg ce qui nécessite d'importants besoin de transports. Il est alors décidé que Romont, Saint-Maurice et Hardancourt, faisant partie du marquisat de Gerbéviller, devraient fournir à tour de rôle des hommes et des chevaux pour transporter les équipages de l'armée française.
Selon un acte de 1738, la commanderie locale dont il est parlé dans la section précédente s'appelait commanderie de Gircourt. Son commandeur était seigneur foncier, moyen et bas justicier d'Hardancourt. Il avait le droit de créer un maître échevin et doyen qu'il pouvait révoquer chaque année comme bon lui semblait. Les amendes de 60 soles et inférieures étaient sa propriété exclusive ainsi qu'une quantité d'autres impôts et taxes en nature qu'il serait trop long d'énumérer ici. Ces obligations s'ajoutaient à ce que les habitants devaient payer par ailleurs au comte de Romont.
En 1757, Hardancourt fait partie de la prévôté de Chatté (Chatel-sur-Moselle) et du district de haut-conduit de Salins-l'Étape.
Dans l'ancien duché de Lorraine, un haut-conduit était un impôt sur les marchandises transportées. Le district fiscal où s'appliquait ce prélèvement se nommait également haut-conduit. (Voir la page Wikipédia de Drouville pour de plus amples informations).

### Période révolutionnaire
Dans l'inventaire des biens de l'abbaye d'Autrey dressé à la veille de la Révolution, il est fait mention d'une ferme sise à Hardancourt, reconstruite en 1783, laissée à Bail en 1784 à Dominique Bailly dudit lieu. Elle sera confisquée pendant la Révolution en tant que bien du clergé.
À la veille de la Révolution, Hardancourt faisait partie du district de Rambervillers, du comté de Romont, du marquisat de Gerbéviller et du bailliage de Lunéville. La communauté dépendait du bailliage royal de Saint-Dié pour la justice civile et criminelle. Il y avait un instituteur logé dans la maison d'école. Une autre maison commune était occupée par le berger.
Jusqu’à l’an X, Hardancourt fut comprise dans le canton de Fauconcourt.

### Période moderne
En 1824 et après procès, M de Lambertye comte de Romont et marquis de Gerbéviller donne à la commune d'Hardancourt, 17 ha 31 ares et 16 centiares de forêt à prendre dans les bois de Romont. Cette cession met fin à une coutume très ancienne par laquelle les habitants d'Hardancourt prenaient chaque année six cordes de bois (environ 18 stères) dans la forêt du comte moyennant quoi ils devaient s'acquitter de la façon de ce bois ou de la faire eux-mêmes.
Le 9 mars 1872, la reconstruction de l'école est mise en adjudication. Par délibération du 8 avril 1872, le Conseil Général du département des Vosges accorde une subvention de 3 500 francs à la commune d'Hardancourt pour la reconstruction de sa maison d'école. Une autre subvention pour réparation de l'école est accordée en 1879.
Dans son numéro du 21 février 1880, le journal parisien la Justice relève que Hardancourt n'a connu aucune naissance dans les cinq années précédentes.
1912, le conseil municipal est dissous par décret du Président de la République.
Le 11 novembre 1933, inauguration officielle du monument aux morts commun avec Saint-Maurice-Sur-Mortagne et situé sur cette commune. 

## Politique et administration

### Budget et fiscalité 2023

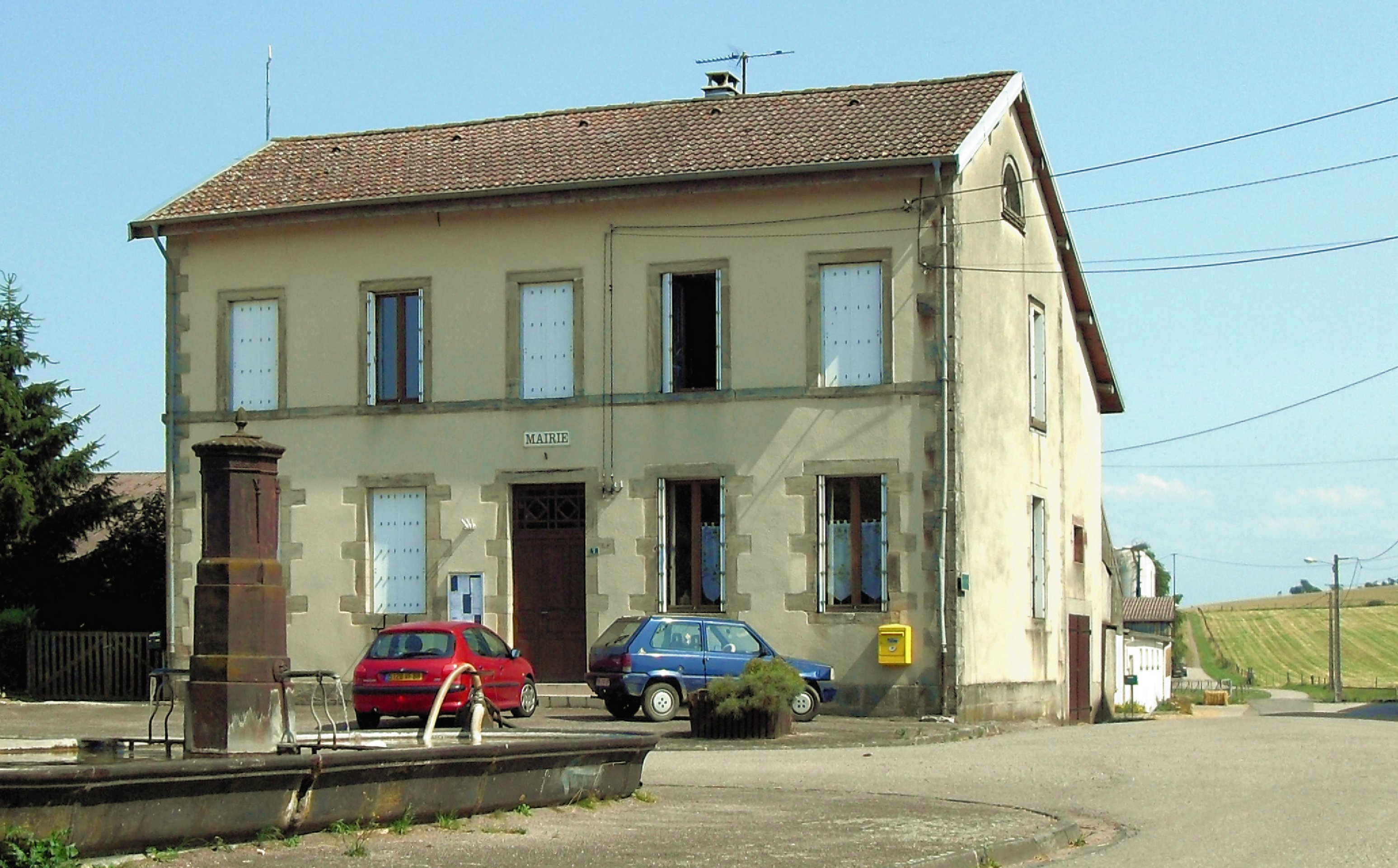
La mairie.

En 2023, le budget de la commune était constitué ainsi :
- total des produits de fonctionnement : 66 000 €, soit 1 689 € par habitant ;
- total des charges de fonctionnement : 45 000 €, soit 1 166 € par habitant ;
- total des ressources d'investissement : 1 000 €, soit 37 € par habitant ;
- total des emplois d'investissement : 64 000 €, soit 1 638 € par habitant ;
- endettement : 118 000 €, soit 3 023 € par habitant.

Avec les taux de fiscalité suivants :* taxe d'habitation : 17,72 % ;
- taxe foncière sur les propriétés bâties : 36,77 % ;
- taxe foncière sur les propriétés non bâties : 29,88 % ;
- taxe additionnelle à la taxe foncière sur les propriétés non bâties : 0,00 % ;
- cotisation foncière des entreprises : 0,00 %.

Chiffres clés Revenus et pauvreté des ménages en 2021 : médiane en 2021 du revenu disponible, par unité de consommation.

### Liste des maires
| Période                                  | Période      | Identité                         | Étiquette | Qualité |
| ---------------------------------------- | ------------ | -------------------------------- | --------- | --- |
| Les données manquantes sont à compléter. |              |                                  |           | |
|                                          | 1851         | Chardot                          |           | Démissionnaire, |
| 1851                                     |              | Joseph Cartier                   |           | |
| 1876                                     | 1881         | Valentin                         |           | Républicain, |
| 1881                                     |              | Didierjean                       |           | |
|                                          | 1907         | Jean-Pierre Bathélémy            |           | démissionnaire |
| 1907                                     |              | Thiébaut Villière                |           | né en 1847 à Bambiderstroff, vétéran de la guerre de 1870 Son village natal annexé par l'empire allemand, il a opté pour la France et s'est installé à Hardancourt, |
|                                          | 1923         | Lucien Bardin                    |           | décédé en cours de mandat |
| 1923                                     |              | Villière                         |           | adjudant en retraite |
|                                          | juillet 1936 | Comte Albert Cardot De La Burthe |           | Lieutenant-colonel de réserve, officier de la légion d'honneur, croix de guerre décédé en cours de mandat,                                                          |
|                                          |              | Henri Vuillaume (1912-1988)      |           | Cultivateur |
| avant 2001                               | mars 2008    | Maurice Thomas                   |           | |
| mars 2008                                | avril 2014   | Bernard Monchablon               |           | Agriculteur |
| avril 2014                               | En cours     | Hervé Bertrand                   |           | Artisan |

## Population et société

### Démographie

#### Évolution démographique
L'évolution du nombre d'habitants est connue à travers les recensements de la population effectués dans la commune depuis 1793. Pour les communes de moins de 10 000 habitants, une enquête de recensement portant sur toute la population est réalisée tous les cinq ans, les populations de référence des années intermédiaires étant quant à elles estimées par interpolation ou extrapolation. Pour la commune, le premier recensement exhaustif entrant dans le cadre du nouveau dispositif a été réalisé en 2006.

En 2022, la commune comptait 35 habitants, en évolution de −12,5 % par rapport à 2016 (Vosges : −2,96 %, France hors Mayotte : +2,11 %).
| 1793 | 1800 | 1806 | 1821 | 1831 | 1836 | 1841 | 1846 | 1856 |
| ---- | ---- | ---- | ---- | ---- | ---- | ---- | ---- | ---- |
| 80   | 79   | 77   | 75   | 80   | 89   | 90   | 99   | 94   |

| 1861 | 1866 | 1876 | 1881 | 1886 | 1891 | 1896 | 1901 | 1906 |
| ---- | ---- | ---- | ---- | ---- | ---- | ---- | ---- | ---- |
| 95   | 95   | 108  | 88   | 76   | 69   | 78   | 86   | 73   |

| 1911 | 1921 | 1926 | 1931 | 1936 | 1946 | 1954 | 1962 | 1968 |
| ---- | ---- | ---- | ---- | ---- | ---- | ---- | ---- | ---- |
| 64   | 49   | 55   | 55   | 56   | 47   | 56   | 45   | 55   |

| 1975 | 1982 | 1990 | 1999 | 2006 | 2011 | 2016 | 2021 | 2022 |
| ---- | ---- | ---- | ---- | ---- | ---- | ---- | ---- | ---- |
| 49   | 26   | 27   | 36   | 44   | 41   | 40   | 37   | 35   |

### Enseignement
Établissements d'enseignements :
- Écoles maternelles et primaires à Fauconcourt, Romont, Rambervillers, Magnières, Saint-Maurice-sur-Mortagne, Roville-aux-Chênes,  Moyemont.
- Collèges à Rambervillers, Gerbéviller, Châtel-sur-Moselle, Baccarat.
- Lycées à Roville-aux-Chênes, Thaon-les-Vosges, Raon-l'Étape, Bruyères.

### Santé
Professionnels et établissements de santé :
- Médecins à Rambervillers, Magnières, Gerbéviller, Azerailles, Sercoeur, Châtel-sur-Moselle.
- Pharmacies à Rambervillers, Magnières, Gerbéviller, Châtel-sur-Moselle, Baccarat.
- Hôpitaux à Rambervillers, Châtel-sur-Moselle, Baccarat, Thaon-les-Vosges.

### Cultes
- Culte catholique, Paroisse Notre-Dame-de-la-Mortagne[54], Diocèse de Saint-Dié.

## Économie

### Entreprises et commerces

#### Commerces
- Commerces et services de proximité[55].

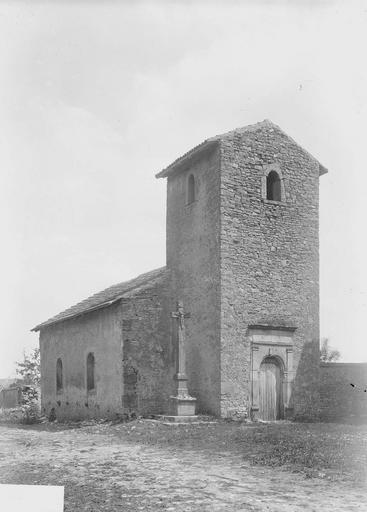
L'église en 1914.

## Culture locale et patrimoine

### Lieux et monuments
- L'église[56].
- Croix monumentale.
- Lavoir couvert et abreuvoir[57].

### Blasons populaires
Les habitants ont eu deux sobriquets xénophobes à des périodes très différentes. Ils ont d'abord été surnommés « les Bourguignons ». Beaucoup s'accordent à relier ce surnom aux lendemains de la guerre de Trente Ans, quand on fit venir des colons d'autres provinces pour repeupler la Lorraine dévastée.
Le second est un peu plus récent. Il date de la guerre de 1870. À la suite de l'annexion, des mosellans parlant le platt ou francique lorrain,  ont opté pour la France. Quelques-uns s'établirent à Hardancourt où ils continuèrent à parler leur dialecte. C'est ce qui a valu au village le surnom de « petite Prusse ». Cela n'a pas empêché l'un d'entre eux d'être élu maire d'Hardancourt en 1907.

## Pour approfondir